# Liste der Baudenkmäler in Fürth/J
Diese Liste ist eine Teilliste der Liste der Baudenkmäler in Fürth. Grundlage der Liste ist die Bayerische Denkmalliste, die auf Basis des bayerischen Denkmalschutzgesetzes vom 1. Oktober 1973 erstmals erstellt wurde und seither durch das Bayerische Landesamt für Denkmalpflege geführt und aktualisiert wird. Die folgenden Angaben ersetzen nicht die rechtsverbindliche Auskunft der Denkmalschutzbehörde.
Dieser Teil der Liste beschreibt die denkmalgeschützten Objekte in folgenden Fürther Straßen:
- Jahnstraße
- Jakob-Henle-Straße
- Jakobinenstraße
- Johannisstraße
- Jupiterweg

## Jahnstraße
| Lage                    | Objekt | Beschreibung | Akten-Nr.               | Bild           |
| ----------------------- | --- | --- | ----------------------- | -------------- |
| Jahnstraße 7 (Standort) | Amt für Ernährung, Landwirtschaft und Forsten mit Landwirtschaftsschule und Staatlicher Fachschule für Agrarwirtschaft | Zweigeschossiger, zweiflügeliger Putzbau mit Walmdach, Dachgauben, polygonalem Eckbodenerker, Sandsteinreliefs und reich skulptierter Portalrahmung, reduziert historisierend, von Theodor Fischer, bez. 1919. | D-5-63-000-488 Wikidata | weitere Bilder |

## Jakob-Henle-Straße
| Lage                             | Objekt                                                  | Beschreibung | Akten-Nr.               | Bild                       |
| -------------------------------- | ------------------------------------------------------- | --- | ----------------------- | -------------------------- |
| Jakob-Henle-Straße 1 (Standort)  | Klinikum Fürth                                          | Hauptbau, symmetrischer, sechsgeschossiger Putzbau mit Flachdach, kubischen Risaliten und vorspringendem, zweigeschossigem Eingangsrisalit mit Vordach, Neue Sachlichkeit; Pfortenhaus, erdgeschossiger Putzbau mit flachem Walmdach; zwei Pfortenpavillons, zweigeschossige Putzbauten mit Walmdach und Sandsteinwappen an den Ecken; sämtlich von Hermann Herrenberger, 1928–31; ehemaliges Infektionskrankenhaus, langgestreckter, zweigeschossiger Putzbau mit Walmdach und Eingangsrisaliten, um 1931/35; Einfriedung, verputzte Ziegelmauer mit Sandsteinabdeckung, um 1930. | D-5-63-000-489 Wikidata | weitere Bilder             |
| Jakob-Henle-Straße 36 (Standort) | Ehemaliges Nebengebäude der Villa Jakob-Henle-Straße 38 | Erdgeschossiger, traufseitiger Backsteinbau mit Satteldach und zwei Fachwerk-Zwerchgiebeln mit Ziegelausfachung, von Fritz Walter, 1898. | D-5-63-000-490 Wikidata | BW                         |
| Jakob-Henle-Straße 38 (Standort) | Villa in Hanglage                                       | Dreigeschossiger Schopfwalmdachbau mit Sandsteingeschossen, Fachwerkobergeschoss mit Ziegelausfachung, Holzbalkon und hölzerner Giebelverzierung, Neurenaissance mit Heimatstil-Elementen, von Fritz Walter, 1898. | D-5-63-000-491 Wikidata | Villa in Hanglage          |
| Jakob-Henle-Straße 44 (Standort) | Villa in Hang- und Ecklage                              | Zweigeschossiger Backsteinbau mit Sandsteingliederungen und Walmdach, Neurenaissance, von Moritz Haubrich, 1887; Einfriedung, Sandsteinpfeiler und Pfeilgitterzaun auf Sandsteinmauer, gleichzeitig. | D-5-63-000-492 Wikidata | Villa in Hang- und Ecklage |

## Jakobinenstraße
| Lage                          | Objekt                                            | Beschreibung | Akten-Nr.               | Bild                     |
| ----------------------------- | ------------------------------------------------- | --- | ----------------------- | ------------------------ |
| Jakobinenstraße 1 (Standort)  | Mietshaus                                         | Viergeschossiger traufseitiger Satteldachbau mit Sandsteinfassade, rustiziertem Erdgeschoss und Gusseisen-Ladenfront, Neurenaissance, wohl von Johann Gran, 1887/88; Teil des Ensembles Hornschuchpromenade/Königswarterstraße. | D-5-63-000-493 Wikidata | Mietshaus                |
| Jakobinenstraße 3 (Standort)  | Mietshaus                                         | Viergeschossiger Mansarddachbau mit Sandsteinfassade, Erker mit Eisenbalkonbrüstung und Zwerchhaus, Jugendstil, von Bräutigam und Wiessner, 1904; Rückflügel, ein- und dreigeschossiger Backsteinbau mit Flachdach, gleichzeitig; Rückgebäude, zweigeschossiger Backsteinbau mit Pultdach, gleichzeitig.                                         | D-5-63-000-494 Wikidata | Mietshaus                |
| Jakobinenstraße 6 (Standort)  | Mietshaus in Ecklage                              | Viergeschossiger Satteldachbau mit reich gegliederter Sandsteinfassade, Eisengitterbalkon und Erker an der abgeschrägten Ecke, Neurenaissance, von Max Mayer, 1889; bauliche Gruppe mit Eckhaus Jakobinenstraße 8; Teil des Ensembles Hornschuchpromenade/Königswarterstraße.                                                                    | D-5-63-000-495 Wikidata | Mietshaus in Ecklage     |
| Jakobinenstraße 8 (Standort)  | Mietshaus in Ecklage                              | Viergeschossiger Satteldachbau mit reich gegliederter Sandsteinfassade, rundem Eckerker und polygonalem Erker mit Eisenbalkonbrüstung an der Nordseite, Neubarock, von Max Mayer, 1891/92; bauliche Einheit mit Nürnberger Straße 88 und bauliche Gruppe mit Jakobinenstraße 6; Teil des Ensembles Hornschuchpromenade/Königswarterstraße.       | D-5-63-000-496 Wikidata | weitere Bilder           |
| Jakobinenstraße 10 (Standort) | Mietshaus                                         | Viergeschossiger traufseitiger Satteldachbau mit Sandsteinfassade, Mittelerker mit Eisenbalkonbrüstung und Dachgauben mit Spitzhelmen, im Neu-Nürnberger-Stil, von Max Mayer, 1898/99. | D-5-63-000-497 Wikidata | Mietshaus                |
| Jakobinenstraße 11 (Standort) | Mietshaus mit ehemaliger Gaststätte „Prinzregent“ | Viergeschossiger Satteldachbau in Ecklage, mit reich gegliederter Sandsteinfassade, Zwerchgiebeln und Eisengitterbalkonen, Jugendstil, von Bräutigam und Wiessner, 1906/07. | D-5-63-000-498 Wikidata | weitere Bilder           |
| Jakobinenstraße 14 (Standort) | Geschäftshaus in Hoflage                          | Langgestreckter, zweieinhalbgeschossiger Putzbau mit Blendengliederung, einseitigem Walmdach und Dachgauben mit Segmentgiebeln, neuklassizistisch, von Ebert und Gross, bez. 1912; Einfriedung, verputzte Kalksteinpfeiler, gleichzeitig. | D-5-63-000-499 Wikidata | Geschäftshaus in Hoflage |
| Jakobinenstraße 18 (Standort) | Mietshaus in Ecklage                              | Viergeschossiger, asymmetrischer Satteldachbau mit Putzfassade, Sandsteinerdgeschoss, Erkern, polygonalem Eckerkerturm, Zwerchgiebeln und Loggien mit Eisenbalkonbrüstung, in historisierenden Formen, von Bräutigam und Wiessner, 1909. | D-5-63-000-500 Wikidata | Mietshaus in Ecklage     |
| Jakobinenstraße 20 (Standort) | Mietshaus in Ecklage                              | Viergeschossiger Satteldachbau mit reich gegliederter Sandsteinfassade mit Eisengitterbalkonen, Erkerturm mit Zwiebelhelm an der abgeschrägten Ecke, Fachwerkdachgeschoss und hölzernen Dacherkern mit Spitzhelmen, im Neu-Nürnberger-Stil, von Max Mayer, bez. 1900; bauliche Gruppe mit Lange Straße 31.                                       | D-5-63-000-501 Wikidata | Mietshaus in Ecklage     |
| Jakobinenstraße 22 (Standort) | Mietshaus                                         | Viergeschossiger Mansarddachbau mit Sandsteinfassade, Mittelerker und Dachgauben, im Stil der deutschen Renaissance, von Max Mayer, 1901; Rückgebäude, zweigeschossiger Backsteinbau mit Pultdach, gleichzeitig. | D-5-63-000-502 Wikidata | Mietshaus                |
| Jakobinenstraße 24 (Standort) | Mietshaus                                         | Viergeschossiger Mansarddachbau mit Sandsteinfassade, Mittelerker und breitem Zwerchhaus mit Reliefgruppe am Giebel, barockisierender Jugendstil, von Bräutigam und Wiessner, 1907/08; Rückgebäude, ein- und dreigeschossiger Backsteinbau mit Flachdach, gleichzeitig; Remise, Backsteinbau mit Pultdach und Werksteingliederung, gleichzeitig. | D-5-63-000-503 Wikidata | Mietshaus                |
| Jakobinenstraße 28 (Standort) | Mietshaus                                         | Fünfgeschossiger traufseitiger Satteldachbau mit Sandsteinfassade, Zwerchgiebel mit Reliefdekor und zwischen zwei Erker eingespannten Gitterbalkonen, Jugendstil, von Bräutigam und Wiessner, 1908; bauliche Gruppe mit Jakobinenstraße 30 / 32.                                                                                                 | D-5-63-000-504 Wikidata | Mietshaus                |
| Jakobinenstraße 30 (Standort) | Mietshaus                                         | Viergeschossiger Mansarddachbau mit Sandsteinfassade, Erker, Eisengitterbalkonen und Zwerchhaus mit Reliefdekor, Jugendstil, von Bräutigam und Wiessner, 1907/08; bauliche Gruppe mit Jakobinenstraße 28 / 32. | D-5-63-000-505 Wikidata | Mietshaus                |
| Jakobinenstraße 32 (Standort) | Mietshaus in Ecklage                              | Drei- bis viergeschossiger Mansarddachbau mit Sandsteinfassade, Erker, Gitterbalkonen und geschweiften Zwerchgiebeln, Jugendstil, von Bräutigam und Wiessner, 1908; Vorgarten-Einfriedung, Eisengitterzaun und Sandsteinpfeiler, Jugendstil, gleichzeitig; bauliche Gruppe mit Jakobinenstraße 28 / 30.                                          | D-5-63-000-506 Wikidata | Mietshaus in Ecklage     |

## Johannisstraße
| Lage                            | Objekt                                  | Beschreibung | Akten-Nr.                | Bild       |
| ------------------------------- | --------------------------------------- | --- | ------------------------ | ---------- |
| Johannisstraße 1 (Standort)     | Mietshaus in Ecklage mit Gaststätte     | Viergeschossiger Satteldachbau mit reich gegliederter Sandsteinfassade an der Ostseite, Backsteinfassade mit Sandsteinerdgeschoss und -gliederung an der Nordseite sowie Erker und Gaube an der abgeschrägten Ecke, Neurenaissance, von Fritz Walter, 1889/90; bauliche Gruppe mit Johannisstraße 3 und Schwabacher Straße 80 / 82 / 84.                                                                                   | D-5-63-000-507 Wikidata  | BW         |
| Johannisstraße 2 / 4 (Standort) | Doppelhaus                              | Langgestreckter, zweigeschossiger Mansardwalmdachbau mit Sandsteinerdgeschoss, zwei Fachwerk-Zwerchgiebeln und verschiefertem Polygonalerker, Heimatstil, von Georg Böhner, 1909. | D-5-63-000-508 Wikidata  | Doppelhaus |
| Johannisstraße 3 (Standort)     | Mietshaus                               | Viergeschossiger traufseitiger Satteldachbau mit Backsteinfassade mit reicher Sandsteingliederung und rustiziertem Sandsteinerdgeschoss, Neurenaissance, von Georg Kißkalt, 1891/92; bauliche Gruppe mit Johannisstraße 1 und Schwabacher Straße 80 / 82 / 84. | D-5-63-000-509 Wikidata  | BW         |
| Johannisstraße 5 (Standort)     | Mietshaus                               | Viergeschossiger traufseitiger Satteldachbau mit reich gegliederter Sandsteinfassade, rustiziertem Erdgeschoss und Mittelerker mit Balkonbrüstung, Neurenaissance, von Georg Kißkalt, 1891; bauliche Gruppe mit Johannisstraße 7 / 9. | D-5-63-000-511 Wikidata  | BW         |
| Johannisstraße 7 (Standort)     | Mietshaus, syn. Miethaus, syn. Zinshaus | Mietshaus, viergeschossiger traufseitiger Satteldachbau mit reich gegliederter Sandsteinfassade mit rustiziertem Erdgeschoss und Mittelerker mit Balkonbrüstung, Neurenaissance, von Georg Kißkalt, 1891; Rückgebäude, dreigeschossiger Backsteinbau mit Pultdach, gleichzeitig; Rückgebäude, ein- bis zweigeschossiger, teils verputzter Backsteinbau mit Pultdach, gleichzeitig; bauliche Gruppe mit Johannisstraße 5/9. | D-5-63-000-1781 Wikidata | BW         |
| Johannisstraße 9 (Standort)     | Mietshaus, syn. Miethaus, syn. Zinshaus | Mietshaus, viergeschossiger traufseitiger Satteldachbau mit reich gegliederter Sandsteinfassade mit rustiziertem Erdgeschoss und Mittelerker mit Balkonbrüstung, Neurenaissance, von Georg Kißkalt, 1891; bauliche Gruppe mit Johannisstraße 5/7. | D-5-63-000-1782 Wikidata | BW         |
| Johannisstraße 10 (Standort)    | Mietshaus                               | Viergeschossiger Mansarddachbau mit Sandsteinfassade, rustiziertem Erdgeschoss, Mittelerker und Dachgauben, Neurenaissance, von Wilhelm Horneber, 1901/02. | D-5-63-000-512 Wikidata  | BW         |
| Johannisstraße 12 (Standort)    | Mietshaus                               | Viergeschossiger Mansarddachbau mit reich gegliederter Sandsteinfassade, rustiziertem Erdgeschoss, Mittelerker und Dachgauben, Neurenaissance, von Adam Egerer, bez. 1901. | D-5-63-000-513 Wikidata  | BW         |
| Johannisstraße 14 (Standort)    | Mietshaus                               | Viergeschossiger traufseitiger Satteldachbau mit reich gegliederter Sandsteinfassade, Mittelerker und Voluten-Zwerchgiebel, Neurenaissance, von Heinrich Bayer, 1897; Rückgebäude, ehemalige Gießerei, dreigeschossiger Backsteinbau mit Mansarddach, gleichzeitig. | D-5-63-000-514 Wikidata  | BW         |
| Johannisstraße 16 (Standort)    | Mietshaus                               | Viergeschossiger Mansarddachbau mit reich gegliederter Sandsteinfassade, rustiziertem Erdgeschoss und zwei Erkern, Neubarock, von Wilhelm Horneber, 1900. | D-5-63-000-515 Wikidata  | BW         |

## Jupiterweg
| Lage                                           | Objekt                                                                                   | Beschreibung | Akten-Nr.                          | Bild |
| ---------------------------------------------- | ---------------------------------------------------------------------------------------- | --- | ---------------------------------- | ---- |
| Jupiterweg (Standort)                          | Ehemalige Trainkaserne und Artilleriedepot                                               | Teil des ehemaligen Kasernenkomplexes in der Südstadt, Teil der ehemaligen William-O.-Darby-Barracks, ab 1900 errichtet, 1906/07 und 1908 erweitert. Zu den einzelnen Gebäuden der Gesamtanlage siehe Waldstraße 44, Fronmüllerstraße 71, Jupiterweg 41-47 (ungerade Nummern), 62 und Venusweg 1 / 1a / 7 / 11 / 13, 4. | D-5-63-000-99 Wikidata             | BW   |
| Jupiterweg 41-47 (ungerade Nummern) (Standort) | Ehemaliges Mannschaftsgebäude (Gebäude Nr. 88) der Trainkaserne und des Artilleriedepots | Drei- bis viergeschossiger Putzbau auf hohem Sockelgeschoss mit Walmdach, Eckpavillonen, mittigem Zwerchgiebel und rustizierten Ecklisenen, an Nordseite Einfriedung, Pfeilgitterzaun und verputzte Sandsteinpfeiler, historisierend, um 1908/10, Umbau 2004/05.                                                        | D-5-63-000-99 (zugehörig) Wikidata | BW   |
| Jupiterweg 62 (Standort)                       | Ehemaliges Toilettenhaus (Gebäude Nr. 84) der Trainkaserne und des Artilleriedepots      | Erdgeschossiger Putzbau mit Zelt- und Walmdach, Fledermausgauben und Uhr- bzw. Schlauchturm, historisierend, wohl um 1908/10, Umbau 2003. | D-5-63-000-99 (zugehörig) Wikidata | BW   |